# Federazione dei musei del calcio
La Federazione dei Musei del Calcio è stata istituita l'8 giugno 2011 presso la sede del Settore Tecnico della Federazione Italiana Giuoco Calcio a Coverciano in occasione del Museum Football Seminar, organizzato dal Centro Studi, Sviluppo e Iniziative Speciali della F.I.G.C., e rappresenta il primo esempio di coordinamento dei musei italiani dedicati al calcio.

## Descrizione
Fondata su iniziativa della FIGC, la Federazione dei Musei del Calcio nasce come strumento di associazione e connessione tra i musei affiliati in grado di favorire la valorizzazione della cultura e i valori del calcio attraverso la storia, i cimeli e la documentazione che i membri espongono nelle proprie sedi.
Hanno aderito fin da principio alla Federazione dei Musei del Calcio, firmando il Protocollo Ufficiale d'Intesa: la Fondazione Museo del calcio di Coverciano, il Museo del Grande Torino e della Leggenda Granata, il Museo Fiorentina, il Museo della Storia del Genoa e il Calcio Padova Museum; a questi si sono poi aggiunti il J-Museum nel 2012, il Pisa 1909 Football Museum nel 2016, il Pro Patria Museum e il Museo del Parma Calcio "Ernesto Ceresini" nel 2017, e l'AC Perugia Calcio Museo nel 2018.